# Thames A.F.C.
Thames A.F.C., właśc. Thames Association Football Club – angielski klub piłkarski z siedzibą w Londynie.

## Historia
Klub istniał w latach 1928–1932. W swojej historii rozegrał dwa sezony w Division Three.

### Historia występów w Division Three
| Sezon   | Liga           | Grupa | Miejsce      |
| ------- | -------------- | ----- | ------------ |
| 1930/31 | Division Three | South | 20.          |
| 1931/32 | Division Three | South | 22. (spadek) |

## Reprezentanci kraju grający w klubie
- Jimmy Dimmock
- Len Davies
- Moses Russell